# Ester Dean
Ester Dean, född Ester Renay Dean den 15 april 1982 i Muskogee, Oklahoma, USA, är en amerikansk sångare, låtskrivare och skådespelare. Som låtskrivare har hon bland andra varit med och skrivit musik för artister som Christina Aguilera, Katy Perry, Beyoncé, Nicki Minaj, Kelly Clarkson, Ciara, The Pussycat Dolls, Usher, Kelly Rowland, Rihanna, R. Kelly, Britney Spears, Selena Gomez, Little Mix, Tinie Tempah, Lil Wayne, och vinnaren av Eurovision Song Contest 2012 - Loreen.
Under 2011 var Dean med och skrev filmmusik till tecknade filmen Rio av Blue Sky Studios.
År 2012 var Dean röstskådespelare åt två roller i den fjärde Ice Age-filmen, Ice Age 4 - Jorden skakar loss. Dean skrev även en låten "We Are (Family)" som är med i filmen. Dean gjorde 2012 också sin debut framför filmkameran i filmen  Pitch Perfect i rollen som Cynthia-Rose Adams, som hon även spelade i uppföljaren, Pitch Perfect 2 (2015). 
2011 var hon med som körsångare på Rihannas album Loud på vissa låtar.

## Diskografi

### Maxisinglar
| Titel                                                                                        | Kommentar                                                                           | Topplacering | Topplacering | Topplacering | Spårlista                                                                                   |
| Titel                                                                                        | Kommentar                                                                           | USA          | USA R&B/HH   | USA Rap      | Spårlista                                                                                   |
| -------------------------------------------------------------------------------------------- | ----------------------------------------------------------------------------------- | ------------ | ------------ | ------------ | ------------------------------------------------------------------------------------------- |
| Miss Ester Dean                                                                              | - Släppt: 23 mars 2015 - Skivbolag: Eye Know A Secret - Format: Digital nedladdning | —            | —            | —            | Låtar 1. "Keeper" 2. "Jealous" 3. "Any Other Way" 4. "That Girl" 5. "F*ck It" 6. "New Sh*t" |
| "—" anger en inspelning som inte nått någon listplacering eller inte släppts i den regionen. |                                                                                     |              |              |              |                                                                                             |

### Singlar
| Titel                                                                                        | År   | Topplacering | Topplacering | Topplacering | Topplacering | Album                                  |
| Titel                                                                                        | År   | USA          | USA R&B/HH   | USA Pop      | Australien   | Album                                  |
| -------------------------------------------------------------------------------------------- | ---- | ------------ | ------------ | ------------ | ------------ | -------------------------------------- |
| "Drop It Low" (med Chris Brown)                                                              | 2009 | 46           | 38           | 35           | —            | More Than a Game - Original Soundtrack |
| "Baby Makin' Love"                                                                           | 2012 | —            | —            | —            | —            | Singel utan album                      |
| "Bam Bam"                                                                                    | 2012 | —            | —            | —            | —            | Singel utan album                      |
| "I Can't Make You Love Me"                                                                   | 2013 | —            | —            | —            | —            | Singel utan album                      |
| "How You Love It" (med Missy Elliott)                                                        | 2013 | —            | —            | —            | —            | Singel utan album                      |
| "Get My Dough"                                                                               | 2014 | —            | —            | —            | —            | Singel utan album                      |
| "Twerk'n 4 Birk'n"                                                                           | 2014 | —            | —            | —            | —            | Singel utan album                      |
| "Twerkin 4 Birkin" (med Juicy J)                                                             | 2014 | —            | —            | —            | —            | Singel utan album                      |
| "Crazy Youngsters"                                                                           | 2015 | —            | —            | —            | 99           | Pitch Perfect 2 OST                    |
| "—" anger en inspelning som inte nått någon listplacering eller inte släppts i den regionen. |      |              |              |              |              |                                        |

### Som samarbetande artist
| Titel                                                                                        | År   | Topplacering | Topplacering | Topplacering | Topplacering | Topplacering  | Album             |
| Titel                                                                                        | År   | USA          | USA R&B/HH   | USA Rhyth    | Bulgarien    | Nederländerna | Album             |
| -------------------------------------------------------------------------------------------- | ---- | ------------ | ------------ | ------------ | ------------ | ------------- | ----------------- |
| "Love Suicide" (Tinie Tempah med Ester Dean)                                                 | 2011 | —            | —            | —            | 10           | 20            | Disc-Overy        |
| "Invincible" (MGK med Ester Dean)                                                            | 2011 | —            | —            | 32           | —            | —             | Lace Up           |
| "We've Only Just Begun" (Michael Woods med Ester Dean)                                       | 2012 | —            | —            | —            | —            | —             | Singel utan album |
| "—" anger en inspelning som inte nått någon listplacering eller inte släppts i den regionen. |      |              |              |              |              |               |                   |

### Övriga uppträdanden
| År   | Titel                               | Album                                                      | Andra artister |
| ---- | ----------------------------------- | ---------------------------------------------------------- | --- |
| 2009 | "I Love U"                          | Graffiti                                                   | Chris Brown |
| 2010 | "I Know You Got a Man"              | Battle of the Sexes                                        | Ludacris, Flo Rida |
| 2010 | "Grammy"                            | The DeAndre Way                                            | Soulja Boy |
| 2011 | "Let Me Take You To Rio"            | Rio: Musik från filmen                                     | Carlinhos Brown |
| 2011 | "Take You To Rio"                   | Rio: Musik från filmen                                     | i.u. |
| 2012 | "Let It Grow (Celebrate the World)" | Lorax: Originalmusik från filmen                           | i.u. |
| 2012 | "We Are (Family)"                   | Ice Age 4 - Jorden skakar loss (spelas under sluttexterna) | Keke Palmer, Ray Romano, Queen Latifah, John Leguizamo, Denis Leary, Jennifer Lopez, Nicki Minaj, Drake, Heather Morris |
| 2013 | "Bad Bitches"                       | RockaByeBaby                                               | Cassie |
| 2013 | "Wide Open"                         | Underground Luxury                                         | B.o.B |
| 2014 | "Rio Rio"                           | Rio 2: Musik från filmen                                   | B.o.B |

### Musikvideor
| År   | Titel              | Regissör    | Referens |
| ---- | ------------------ | ----------- | -------- |
| 2009 | "Drop It Low"      | Joseph Kahn | [ 21 ]   |
| 2012 | "Invincible"       | Isaac Rentz | [ 22 ]   |
| 2014 | "Baby Making Love" |             | [ 23 ]   |
| 2015 | "Crazy Youngsters" |             | [ 24 ]   |

## Filmografi / TV
| År   | Film                           | Roll                                |
| ---- | ------------------------------ | ----------------------------------- |
| 2011 | Rio                            | Pojke i gondol (röst)               |
| 2012 | Ice Age 4 - Jorden skakar loss | Sloth Siren och Gutt's Siren (röst) |
| 2012 | Pitch Perfect                  | Cynthia-Rose Adams                  |
| 2015 | Pitch Perfect 2                | Cynthia-Rose Adams                  |
| 2016 | Crazy Ex-Girlfriend            | Connies klient                      |
| 2016 | RuPauls dragrace               | Gästdomare (säsong 8)               |